# هوغو كوريا
هوغو كوريا (بالإسبانية: Hugo Correa)‏ هو صحفي وكاتب تشيلي، ولد في 24 مايو 1926 في تشيلي، وتوفي في 23 مارس 2008 في سانتياغو في تشيلي.